# Bhimarayanagudi
Bhimarayanagudi là một thị xã của quận Gulbarga thuộc bang Karnataka, Ấn Độ.

## Nhân khẩu
Theo điều tra dân số năm 2001 của Ấn Độ, Bhimarayanagudi có dân số 4791 người. Phái nam chiếm 51% tổng số dân và phái nữ chiếm 49%. Bhimarayanagudi có tỷ lệ 74% biết đọc biết viết, cao hơn tỷ lệ trung bình toàn quốc là 59,5%: tỷ lệ cho phái nam là 82%, và tỷ lệ cho phái nữ là 65%. Tại Bhimarayanagudi, 12% dân số nhỏ hơn 6 tuổi.